# Get A Guitar
"Get A Guitar"는 대한민국의 보이 밴드 라이즈의 싱글이다. 2023년 9월 4일 SM 엔터테인먼트를 통해 발매되었고 카카오엔터테인먼트와 RCA 레코드가 유통했으며, 데뷔 싱글 음반 동명의 음반의 두 번째 싱글이자 리드 트랙이다. 상업적으로 성공하여 써클 디지털 차트에서 11위를 기록했다.

## 배경과 발매
2023년 5월, SM 엔터테인먼트는 2023년 하반기에 새로운 보이 밴드를 데뷔시킬 것이라고 확인했으며, 이후 이름이 RIIZE로 공개되었다. 8월 7일, SM은 라이즈가 싱글 음반 Get A Guitar 발매와 함께 데뷔할 것이라고 발표했다. 이 트랙은 8월 21일 그룹의 이전 싱글 "Memories"의 뮤직 비디오 말미에 짧은 스니펫이 포함되어 처음 공개되었다. "Get A Guitar"는 9월 4일 싱글 음반과 동시에 공식적으로 발매되었으며, 뮤직 비디오도 함께 공개되었다.
원곡 한국어 버전 외에 영어로 녹음된 곡의 버전은 11월 9일 디지털로 발매되었다. 12월 14일, SM의 EDM 레이블 ScreaM을 통해 iScreaM Vol. 28: Get A Guitar (Remixes)라는 리믹스 EP가 발매되었으며, 캐나다 일렉트로-펑크 듀오 Chromeo의 "Get A Guitar" 한국어 및 영어 리믹스가 수록되었다.

## 구성
"Get A Guitar"는 라이즈의 시작을 알리는 곡으로, 기타 소리에 맞춰 함께 하나가 되는 것을 생각하며 작업했다. 곡을 녹음하는 동안 밝은 분위기를 담아내려고 노력했다.— 라이즈 멤버 성찬이 곡의 의미에 대해 언급, 이어밀크

"Get A Guitar"의 한국어 가사는 신나리와 방혜현이 썼으며, 벤 사마마와 데이비드 아크라이트가 작곡 및 작사에 기여했고, 피터 발레비크와 대니얼 데이비드센이 프로덕션 그룹 "PhD" 아래에서 작사, 작곡, 편곡에 참여했다. 이 곡의 영어 버전 추가 가사는 샘 카터가 썼다. 이 트랙은 존 디콘이 쓰고 퀸이 연주한 1980년 곡 "Another One Bites the Dust"의 베이스라인을 삽입했다. "경쾌한 악기 연주"와 "그루브한 팝 요소"로 특징지어지는 댄스 곡으로 묘사되며, 기타를 "레트로 펑키 댄스 트랙"에 겹쳐 "매끄러운 버블검 이어웜"이 되었다. 이 곡의 가사는 "사랑의 장난스러운 반전과 변화"에 대한 "느긋하고" "자유로운" 내용으로 묘사되었다. "Get A Guitar"는 올림다장조로 작곡되었으며, 템포는 분당 110박자이다.

## 평가
"Get A Guitar"는 음악 평론가들로부터 긍정적인 평가를 받았다. NME의 카르멘 친은 이 곡이 "신선한 공기처럼 느껴지고" "K-팝 씬에서 올해의 뛰어난 데뷔 트랙 중 하나"라고 평했다. 클래시의 로빈 머레이는 이 곡을 "팝 혼돈의 선명한 조각"이자 "믿을 수 없을 정도로 전염성이 강하다"고 평했다.
빌보드의 "2023년 최고의 K-팝 노래" 목록에서 22위에 올랐으며, 평론가 스타 보웬뱅크는 이 곡이 "변화하는 K-팝 환경에서 그룹의 강점을 부각시킨다"고 썼다. Grammy.com의 타시아 아시스는 이 곡을 "2023년을 강타한 K-팝 노래 15곡" 목록에 포함시켰다.

## 뮤직 비디오

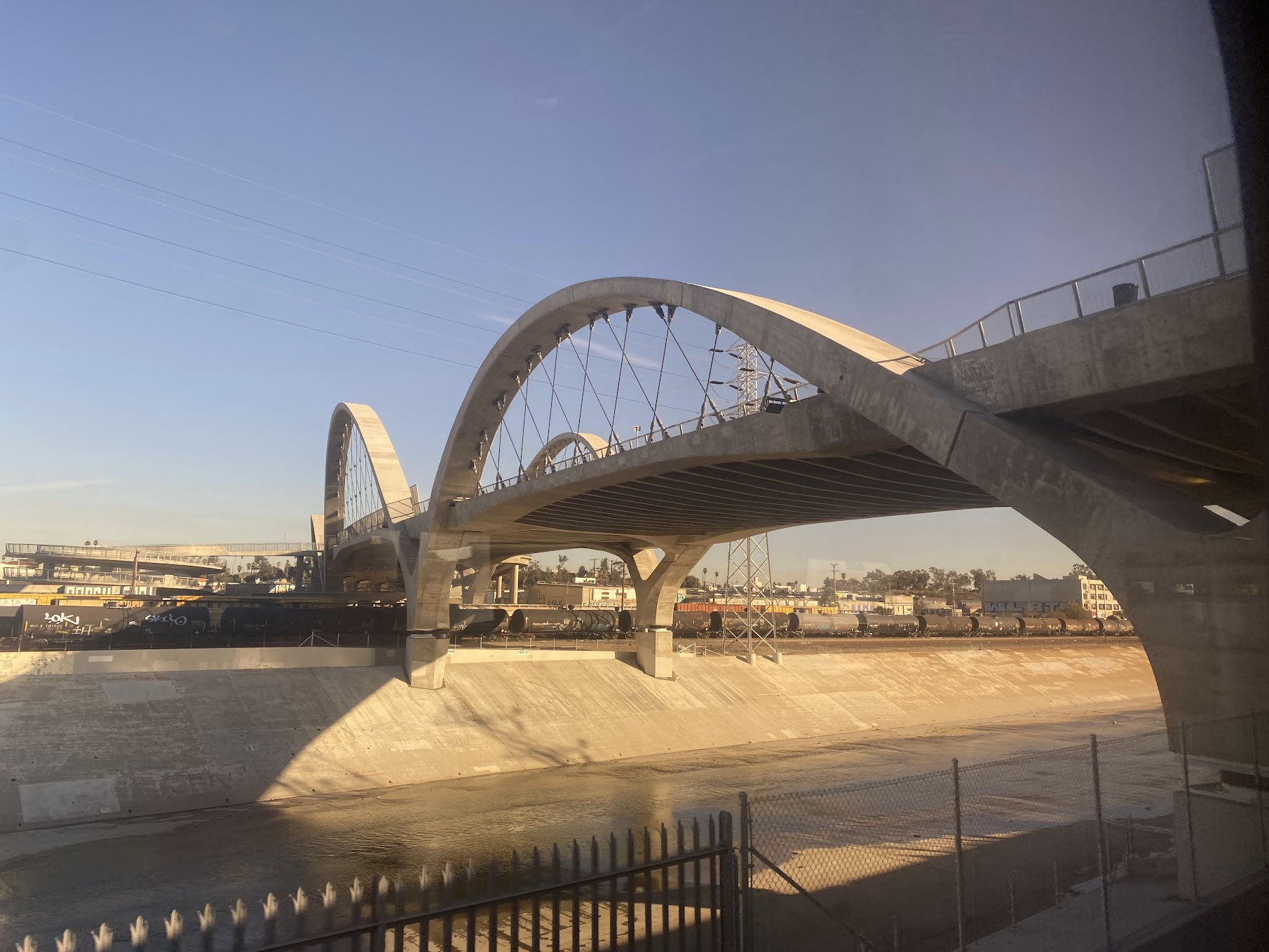
식스 스트리트 육교는 뮤직 비디오에서 두드러지게 등장한다.

"Get A Guitar" 뮤직 비디오는 8월 31일 SM 공식 유튜브 채널에 게시된 13초 길이의 티저 영상에 이어 공개되었다.
"Get A Guitar" 뮤직 비디오는 9월 4일 SM 유튜브 채널에서 한국 시간 오전 12시에 곡과 동시에 공개되었다. 이 뮤직 비디오는 Jinooya Makes가 감독했으며, 그는 이전에 그룹의 "Siren"과 "Memories" 뮤직 비디오를 감독했으며, 이들은 2023년 7월 로스앤젤레스에서 5일간 "Get A Guitar"와 연속으로 촬영되었다. 감독은 2024년 EP Riizing의 "Impossible" 뮤직 비디오에서 그룹과 다시 협력했다.
이 영상은 "로스앤젤레스 시에 대한 러브레터"로 묘사되며, 식스 스트리트 육교와 로스앤젤레스 극장과 같은 여러 지역 랜드마크에서 춤추는 밴드를 두드러지게 보여준다. 2024년 5월, 이 밴드는 뮤직 비디오에서 도시를 홍보한 공로로 로스앤젤레스 시의회로부터 감사장을 받았다.

### 크로미오 리믹스
이 곡의 크로미오 리믹스 뮤직 비디오는 12월 13일 처음 공개되었고, 다음 날 SM 공식 유튜브 채널에 공식적으로 공개되었다. 컴퓨터 애니메이션으로 제작된 이 영상은 김지선이 감독하고 Suess Studio가 제작했다. 가짜 클레이 애니메이션 스타일로 제작된 이 뮤직 비디오는 기타 모양의 스케이트보드를 타고 다양한 장면을 여행하는 주인공의 모습을 담고 있다.

## 라이브 공연
"Get A Guitar" 발매 후, 라이즈는 6개의 대한민국 음악 프로그램에서 공연했다. Mnet의 엠카운트다운 9월 7일, 14일, 21일, KBS의 뮤직뱅크 9월 8일, 15일, 22일, MBC의 쇼! 음악중심 9월 9일, 16일, 23일, SBS의 인기가요 9월 10일과 17일, SBS M의 더 쇼 9월 19일, MBC 플러스의 쇼 챔피언 9월 20일.
이 곡을 더욱 홍보하기 위해 그룹은 Mnet의 Studio Choom, MBC의 It's Live, 더 퍼스트 테이크에서도 공연했다.
라이즈는 2023년 10월 10일 2023 더 팩트 뮤직 어워즈를 시작으로 여러 음악 시상식에서 곡을 공연했다. 2023년 12월 2일 2023 멜론 뮤직 어워드에서 라이즈는 라이브 밴드와 함께 이 곡을 공연했으며, 멤버 원빈이 기타 솔로 도입부를 연주한 후 다른 멤버들이 합류했다. 2024년 1월 2일 제33회 서울가요대상에서 밴드는 "Talk Saxy"와 함께 메들리로 이 곡을 공연했으며, 1월 10일 제13회 써클 차트 뮤직 어워즈에서는 "Love 119"와 함께 메들리 공연에 이 곡을 포함했다.
그룹의 2024년 라이징 데이 콘서트 투어의 세트리스트에도 포함되었다.

## 트랙 목록
- 디지털 다운로드 및 스트리밍 (iScreaM Vol. 28: Get A Guitar (Remixes))[48]

1. "Get A Guitar" (크로미오 리믹스) – 2:47
2. "Get A Guitar" (영어 버전) (크로미오 리믹스) – 2:47

## 크레딧 및 스태프
싱글 음반의 라이너 노트와 네이버에서 발췌한 크레딧.
스튜디오
- SM 빅 샷 스튜디오 – 녹음, 믹스 엔지니어링
- SM 옐로우 테일 스튜디오 – 녹음
- 두브두브 스튜디오 – 녹음
- 사운드 풀 스튜디오 – 녹음
- SM 스타라이트 스튜디오 – 디지털 편집
- 77F 스튜디오 – 디지털 편집
- SM LVYIN 스튜디오 – 믹스 엔지니어링
- SM 콘서트 홀 스튜디오 – 믹싱
- 스털링 사운드 – 마스터링

스태프
- SM 엔터테인먼트 – 이그제큐티브 프로듀서
- 장철혁 – 총괄 감독
- 라이즈 – 보컬
  - 은석 – 백그라운드 보컬
  - 승한 – 백그라운드 보컬
  - 소희 – 백그라운드 보컬
- 피터 발레비크 (PhD) – 작사, 프로듀서, 작곡, 편곡
- 대니얼 데이비드센 (PhD) – 작사, 프로듀서, 작곡, 편곡
- 벤 사마마 – 작사, 작곡, 백그라운드 보컬
- 데이비드 아크라이트 – 작사, 작곡, 백그라운드 보컬
- 신나리 (ARTiffect) – 작사[A]
- 방혜현 (잼 팩토리) – 작사[A]
- 샘 카터 – 작사[B]
- 장진영 – 보컬 디렉팅
- 주찬양 (폴른) – 보컬 디렉팅, 백그라운드 보컬
- 이민규 – 녹음, 믹스 엔지니어링
- 노민지 – 녹음
- 권유진 – 녹음
- 정호진 – 녹음
- 온성윤 – 녹음
- 정유라 – 디지털 편집
- 우민정 – 디지털 편집
- 이지홍 – 믹스 엔지니어링
- 남궁진 – 믹싱
- 크리스 게링거 – 마스터링

## 차트
| 차트 (2023–2024)   | 최고 순위 |
| ------------------ | --------- |
| 일본 (재팬 핫 100) | 98        |
| 대한민국 (써클)    | 11        |

| 차트 (2024)     | 순위 |
| --------------- | ---- |
| 대한민국 (써클) | 15   |

| 차트 (2023)     | 순위 |
| --------------- | ---- |
| 대한민국 (써클) | 147  |
| 차트 (2024)     | 순위 |
| 대한민국 (써클) | 46   |

## 발매 역사
| 지역      | 날짜             | 포맷                     | 언어        | 버전   | 레이블    |
| --------- | ---------------- | ------------------------ | ----------- | ------ | --------- |
| 여러 지역 | 2023년 9월 4일   | 디지털 다운로드 스트리밍 | 한국어      | 원곡   | SM 카카오 |
| 여러 지역 | 2023년 11월 9일  | 디지털 다운로드 스트리밍 | 영어        | 원곡   | SM RCA    |
| 여러 지역 | 2023년 12월 14일 | 디지털 다운로드 스트리밍 | 한국어 영어 | 리믹스 | SM ScreaM |

## 내용주
1. 1 2 3 4  한국어 버전 한정
2. 1 2  영어 버전 한정